# Trialeurodes vitrinellus
Trialeurodes vitrinellus is een halfvleugelig insect uit de familie witte vliegen (Aleyrodidae), onderfamilie Aleyrodinae.
De wetenschappelijke naam van deze soort werd voor het eerst geldig gepubliceerd door Cockerell in 1903.